# Tonmi Lillman

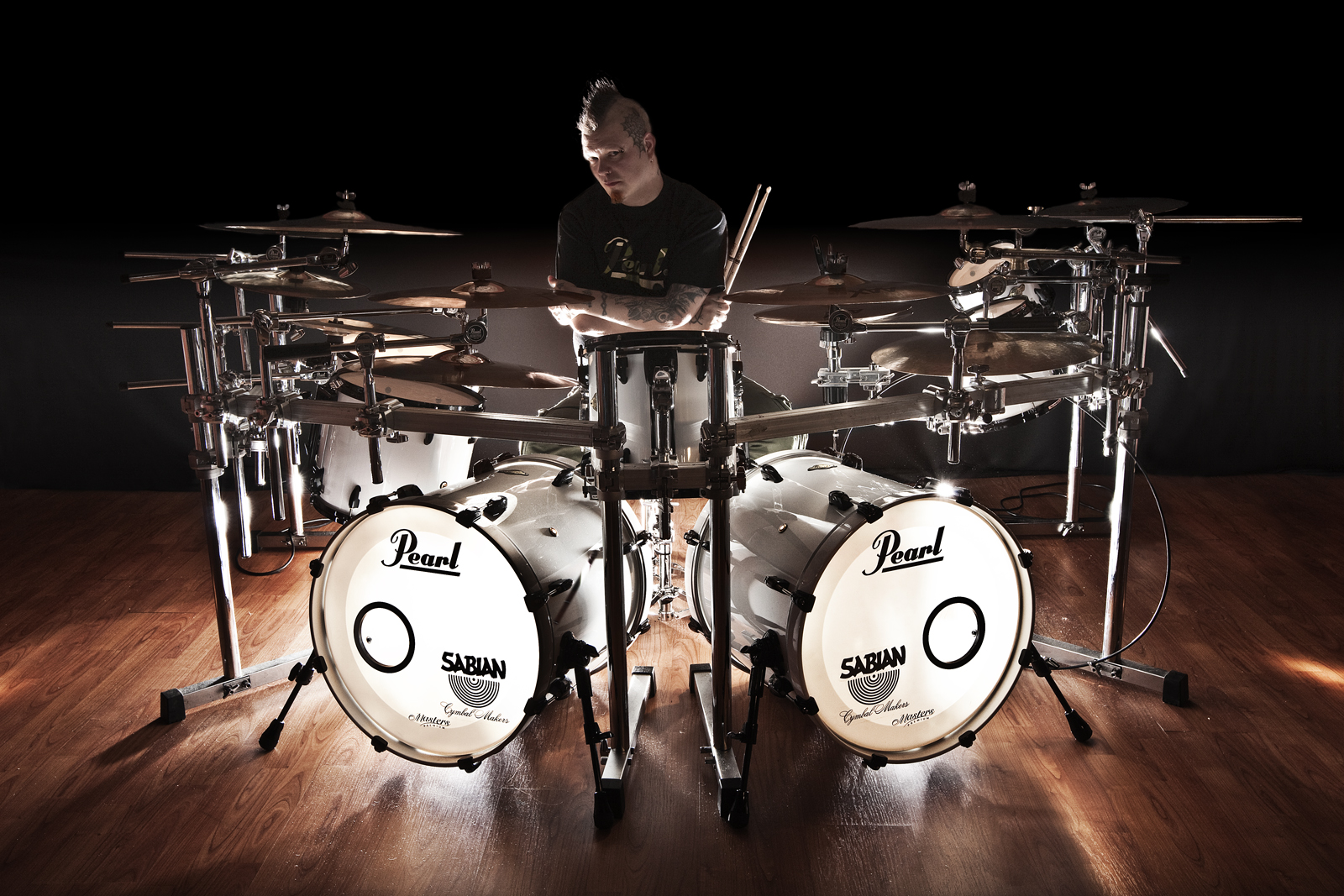
Tonmi Lillman

Tonmi Kristian Lillman (Helsinki, 3 juni 1973 – Kouvola, 13 februari 2012) was een Finse drummer en muzikant en werd in de Finse hardrock-heavymetalband Lordi ook wel Mr. Otus genoemd.

## Carrière
Zijn vader was muzikant en daardoor groeide Lillman op in een muzikaal milieu, waarin talrijke instrumenten werden bespeeld. Lillman kreeg zijn eerste drumstel op negenjarige leeftijd en gaf zijn eerste optreden op zijn veertiende. Naast zijn hoofdinstrument (drums) bespeelde hij ook de basgitaar, elektrische gitaar en keyboard. Hij speelde als studiomuzikant voor onder andere Kylähullut, Vanguard, 3rror, Reflexion en Twilight Ophera. Hij werd echter vooral bekend als drummer van de bands Sinergy, To/Die/For en Lordi.
Naast zijn activiteiten als drummer gaf Lillman ook "digital recording" en drumlessen aan het Kouvola Musiikkiopisto (Kouvola Conservatorium). Hij speelde ook in talrijke folk-, dance- en poporkesten. Daarnaast viel hij in als drummer op de Dimebag Beyond Forever Tour in 2009.

### Lillman als Otus
Nadat drummer Kita (Sampsa Astala), de drummer van Lordi, besloten had tot een solocarrière, zond Lillman een sms naar Mr. Lordi om te vragen of hij geen drummer nodig had. Mr. Lordi aanvaardde het aanbod mee te willen doen, waarna Lillman de tweede drummer werd van deze band. Zijn eerste concert met Lordi als monster Otus vond plaats tijdens de "Europe for Breakfast Tour" op 5 november 2010 in de Ozhidania-zaal te St. Petersburg (Rusland). De naam Otus is Fins voor "schepsel", "ding".

### Studiowerk
Lillman bespeelde drums als studiomuzikant voor bands zoals Reflexion en Twilight Ophera, en deed drumwerk voor Guitar Heroes. Hij engageerde zichzelf als studio-ingenieur en audiomixer en verzorgde de opnamen voor bands als Beherit, Bloodride, Chainhill, D-Creation, Exsecratus, Fierce, Fear of Domination, Heorot, In Silentio Noctis, Laava, Lie in Ruins, MyGRAIN, Rage My Bitch, Raivopäät, Roo, Rujo, Rytmihäiriö, Saattue, Serene Decay, Trauma, Vapaat Kädet en V-For Violence.

### Graphics en videoclips
Naast muzikant was Lillman programmeur en graphic designer (gespecialiseerd in 3D computer graphics.) Hij werkte als editor van videoclips voor bands zoals Ajattara met de video "Ikuisen Aamun Sara", "Marks on My Face" van Mind of Dol, "Kieli hanurissa" van Kylähullut en "Whisper" van Vanguard. Ook ontwierp hij albumcovers voor bands als To/Die/For, Sinergy, Kylähullut, Hateframe, D-Creation en Dance Nation. Daarnaast was hij editor van vele videopresentaties en reclamefilmpjes. Hij deed de videoproductie voor de Crumbland-promotie-dvd. Verder verzorgde hij de achtergrondanimaties op het led-scherm tijdens het Lordi-concert in Moskou en ontwierp hij de websites en banners voor meerdere gamingsites.
Lillman overleed op 38-jarige leeftijd aan een hartaanval.

## Stijl
Lillman stond bekend om zijn karakteristieke en vaak ook "brute" maar technische drumstijl met innovatieve "drumfills". Zijn stijl haalde hij vooral uit de rock en de groove maar was ook geïnspireerd op die van drummers zoals TeijoErkinharju, Mikkey Dee en Deen Castronovo. Zijn grootste invloed was Dave Weckl.

## Uitrusting
Lillman speelde op een "Pearl Masters Premium MMP" met twee bassdrums, twee enkele demondrivepedalen, cimbalen van Sabian, drumvellen van Remo en drumsticks van Pro-Mark.